# 1097

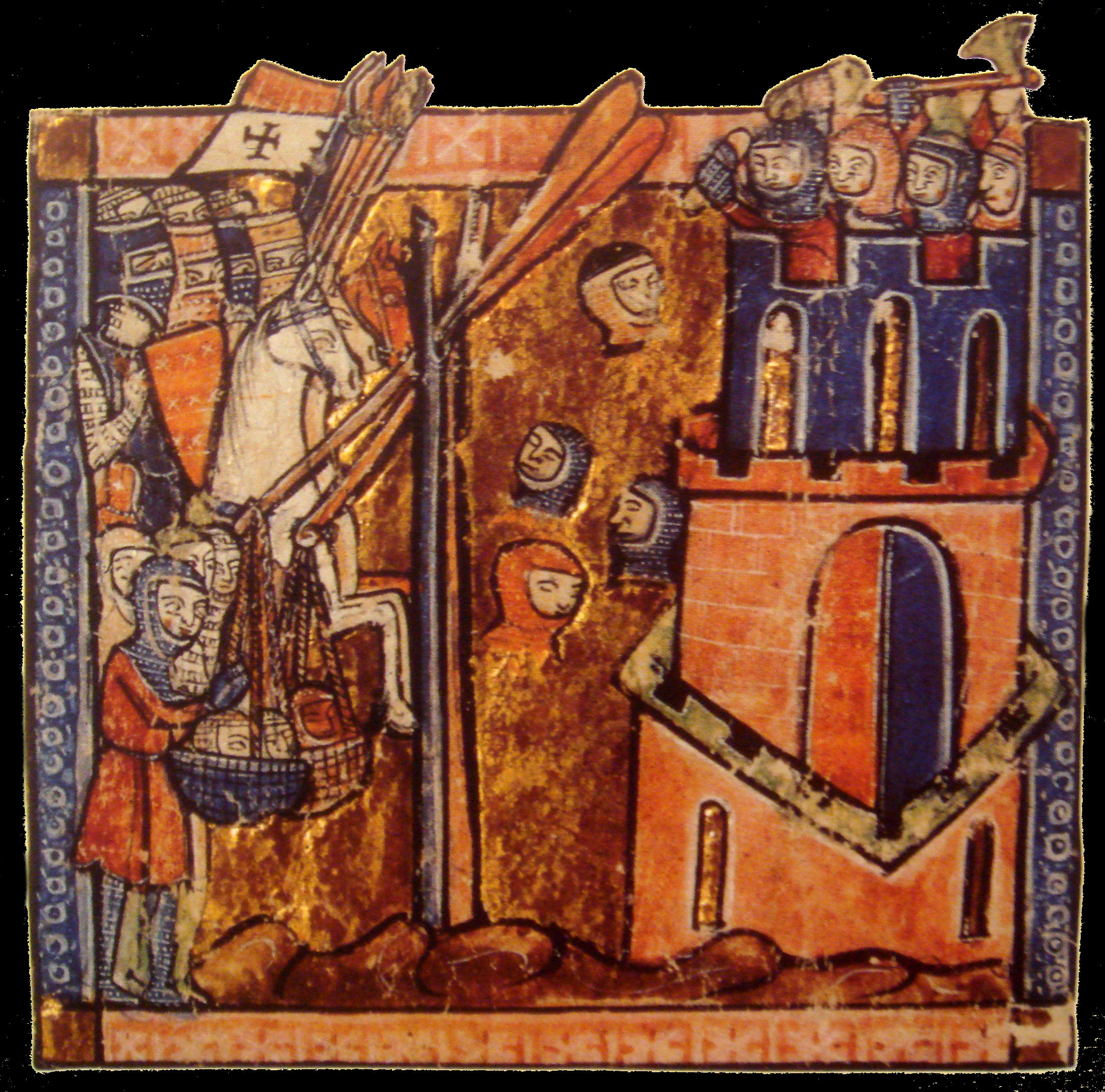
Beleg van Nicea: De kruisvaarders slingeren de hoofden van gedode vijanden de stad in

Het jaar 1097 is het 97e jaar in de 11e eeuw volgens de christelijke jaartelling.

## Gebeurtenissen
- januari - Na aanvankelijke weigering accepteert Godfried van Bouillon de eis van Alexios I deze als leenheer te erkennen.
- april - De kruisvaarders verlaten Constantinopel
- 14 mei-19 juni - Beleg van Nicea - De kruisvaarders en Byzantijnen veroveren de stad Nicea.
- 26 juni - De kruisvaarders verlaten Nicea.
- 1 juli - Slag bij Dorylaeum - De kruisvaarders verslaan sultan Kilij Arslan I van Rûm.
- 21 oktober - Begin van het beleg van Antiochië.

zonder datum
- Slag bij de Gvozdberg: Koloman van Hongarije verslaat Petar Svačić van Kroatië, die sneuvelt. Kroatië wordt in een personele unie aan Hongarije verbonden.
- De Schotse koning Donald III wordt door zijn neef Edgar, met Engelse hulp, afgezet, blind gemaakt en gevangengenomen.
- Koloman van Hongarije trouwt met Felicia van Sicilië.
- Willem II van Engeland creëert voor Walter Giffard de titel graaf van Buckingham.
- Voor het eerst genoemd: Bramsche, Waltwilder
- Het hertogdom Zwaben komt aan de Hohenstaufen

## Opvolging
- Bourgondië en Mâcon - Reinoud II opgevolgd door zijn broer Stefanus I
- aartsbisdom Milaan - Arnolfo II opgevolgd door Anselmus IV
- Schotland - Donald III opgevolgd door zijn neef Edgar

## Afbeeldingen

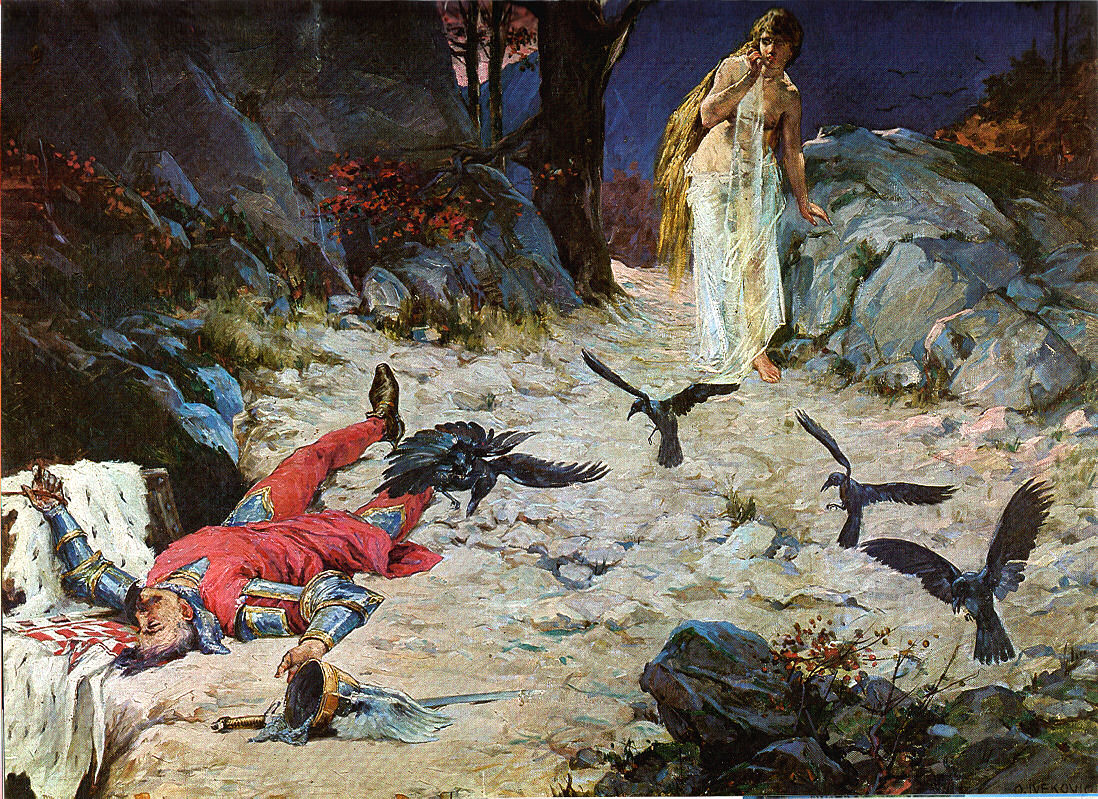
Dood van Petar Svačić
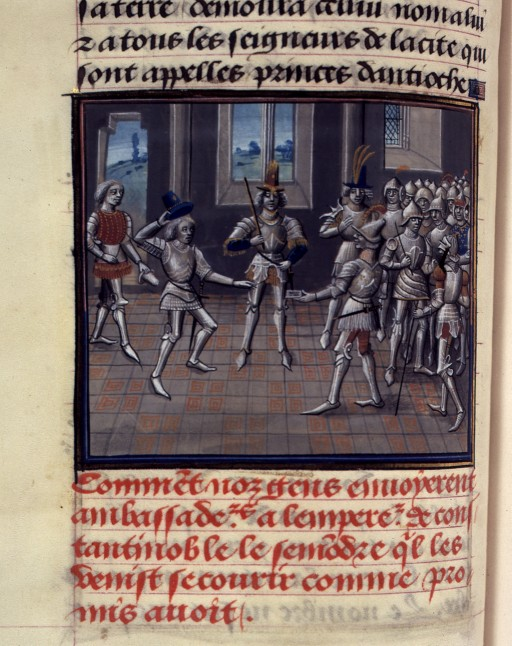
Hugo van Vermandois erkent na aanvankelijke weigering Alexios I als leenheer
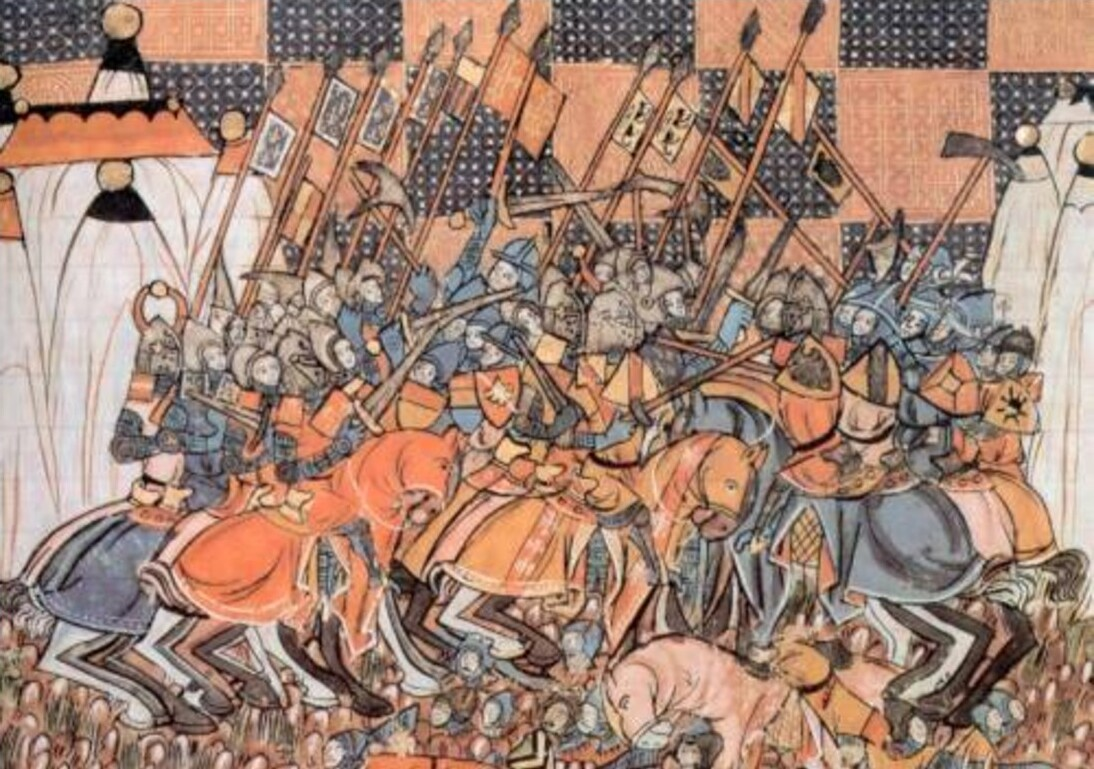
Slag bij Dorylaeum

## Geboren
- Cecilia Capet, echtgenote van Bohemund I van Antiochië, Tancred van Galilea en Pons van Tripoli
- Lucius III (Ubaldo Allucingoli), paus (1181-1185)

## Overleden
- Agnes van Poitou, echtgenote van Peter I van Aragon
- Albert Azzo II van Este (~100), markgraaf van Milaan (1020-1097)
- Bertha van Toscane, echtgenote van Alfonso VI van Castilië
- Boudewijn II van Gent, heer van Aalst
- Hugo V van Este (~35), graaf van Maine (1069-1093)
- Marpa (~85), Tibetaans boeddhistisch leraar en vertaler
- Petar Svačić, koning van Kroatië (1093-1097)
- Reinoud II (~36), graaf van Bourgondië en Mâcon (1087-1097)